# Austrolimnophila aka
Austrolimnophila aka är en tvåvingeart som beskrevs av Günther Theischinger 2000. Austrolimnophila aka ingår i släktet Austrolimnophila och familjen småharkrankar. Inga underarter finns listade i Catalogue of Life.